# Кучеренко Віктор Романович
Ві́ктор Рома́нович Кучере́нко  (24 травня 1946, Новомосковськ, Дніпропетровська область — 5 квітня 2013, Одеса)  — український учений-економіст, доктор економічних наук (1991), професор (1992), завідувач кафедри економіки та управління національним господарством Одеського національного економічного університету (1991—2008 рр.) [Архівовано 4 березня 2016 у Wayback Machine.]; академік Інженерної академії України.

## Біографія
Закінчив Дніпропетровський промислово-економічний технікум в 1964 р., спеціальність — «Планування машинобудівної промисловості». З 1964 р. по 1973 рр. навчався в Одеському інституті народного господарства, за спеціальністю «Економіка промисловості», Вищому інституті народного господарства ім. Д. Благоєва (нині — Економічний університет) в м. Варна (Болгарія), (спеціальність − «Економіка машинобудування і суднобудування».
По закінченні навчання отримав перший досвід роботи за фахом на посаді економіста на Павлоградському заводі «Хіммаш» (1964—1965) та Херсонській меблевій фабриці (1973 р.).
1973 року вступає до аспірантури в Одеський інститут народного господарства. В 1980 р. захищає кандидатську дисертацію на тему «Питання вдосконалення планування НТП».
В 1991 р. Віктор Романович захищає докторську дисертацію на тему «Економічний механізм і організаційні форми управління НТП».
В 1992 році В. Р. Кучеренку присвоєно вчене звання професора.
Одеському інституту народного господарства (нині — Одеський національний економічний університет) Віктор Романович присвятив 35 років свого життя, пройшовши шлях від аспіранта, викладача, доцента до професора та завідувача кафедри економіки та управління національним господарством (1973—2008 рр.).
У період 2008—2013 років обіймав посади завідувача кафедри економічних теорій Одеського інституту фінансів Українського державного університету фінансів та міжнародної торгівлі, завідувача кафедри бухгалтерського обліку, аналізу та аудиту Одеського національного університету ім. І. І. Мечникова, завідувача кафедри економіки промисловості Одеської національної академії харчових технологій.
Академік Інженерної академії України, керівник секції економіки, управління і права в інженерній діяльності Одеського відділення Інженерної академії України.
Лауреат премії Державного комітету по науці і техніці СРСР (1991 р.). Нагороджений знаком Державного комітету СРСР з народної освіти (1991 р.)
В 2012 р. ім'я Кучеренка Віктора Романовича включено в книгу «Науковці України ˗ еліта держави» [Архівовано 4 березня 2016 у Wayback Machine.], де зібрані імена найталановитіших та найшановніших людей України ˗ учених, які творять історію суспільства та держави.
Вільно володів англійською та болгарською мовами.

## Наукова діяльність
Напрями наукових досліджень В. Р. Кучеренка багатоаспектні − питання економічної кон'юнктури, економіки бізнесу, національної та регіональної економіки. Велику увагу В. Р. Кучеренко приділяв проблемам хвильової економіки та економічної ритмології, економіки бізнесу, державному регулюванню економіки, економіки НТП.
Засновник наукового напряму: економічні цикли і кон'юнктура.
Автор понад 150 опублікованих наукових робіт, зокрема — понад 50 монографій, підручників і навчальних посібників. Серед них — «Економічні проблеми НТП в регіоні» (1988 р.), «Госпрозрахунковий механізм розвитку НТП» (1989 р.), «Планування економічного і соціального розвитку регіонів» (1990 р.), «Організація акціонерних товариств» (1991 р.), «Механізм утворення вільних економічних зон» (1992 р.), «Кон'юнктура ринку» (1997 р.) «Економіка і організація підприємницької діяльності»(1998 р.), «Кон'юнктурний аналіз товарного ринку» (1999 р.), «Державне регулювання економіки перехідного періоду» (2000 р.), «Планування ділового розвитку фірми» (2001 р.), «Основи державного регулювання економіки» (2002 р.), «Маркетинг: прогнозування кон'юнктури ринку» (2003 р.), «Регіональна економіка: соціальна інфраструктура села» (2004 р.), «Основи економічної кон'юнктури» (2004 р.), «Управління діловими проектами» (2005 р.), «Економіка і планування бізнесу» (2005 р.), «Економіка регіонів: Узагальнена модель регіональних економічних систем»(2005 р.), «Проектний аналіз у підприємництві» (2006 р.), «Бізнес-планування фірми» (2006 р.), «Проблемы конюнктурных исследований на рынках товаров и услуг»(2007 р.), «Основи бізнесу» (2007 р.), «Проблеми кон'юнктурних досліджень ринків товарів та послуг в Україні (2007 р.)», «Стратегії розвитку комунального сектору міського господарства»(2009 р.), «Циклічні коливання в національній економіці»(2010 р.), «Управління проектами в підприємницьких структурах» (2010 р.), «Планування ділового розвитку фірми» (2010 р.), «Оцінка бізнесу та нерухомості» (2010 р.), «Практичний курс бізнесу»(2010 р.), "Моніторинг світових ринків харчової сировини і продукції АПК "(2013 р.) та інші.
Вже після смерті Віктора Романовича, вийшов фундаментальний навчальний посібник «Аналіз ринкової кон'юнктури» [Архівовано 10 вересня 2016 у Wayback Machine.] (2014 р.), де науково обґрунтовані теоретичні та практичні питання кон'юнктурних спостережень, методика аналізу і прогнозування кон'юнктури окремих ринків з урахуванням особливостей економіки України.
Під безпосереднім науковим керівництвом В. Р. Кучеренка підготовлена 1 докторська і 9 кандидатських дисертацій:
- 1992 р. — захист докторської дисертації на тему «Організаційно-економічний механізм управління промисловістю в регіоні» (спеціальність 08.00.05 — економіка, планування і організація управління народним господарством та його галузями). Автор Бутенко Анатолій Іванович.
- 1991 р. — захист кандидатської дисертації на тему «Госпрозрахунковий механізм стимулювання розробок навої техніки в машинобудівельному комплексі» (спеціальність 08.00.05 — Економіка, планування і організація управління народним господарством та його галузями). Автор Карпов Володимир Анатолійович.
- 1992 р. — захист кандидатської дисертації на тему «Організаційно-економічний механізм технічного розвитку машинобудівельного комплексу» (спеціальність 08.00.05 — Економіка, планування і організація управління народним господарством та його галузями). Автор Доброва Наталля Василівна.
- 1995 р. — захист кандидатської дисертації на тему «Стимулювання підвищення ефективності науково-технічного розвитку» (спеціальність 08.00.05 — Економіка, планування і організація управління народним господарством та його галузями). Автор Колодинський Сергій Борисович.
- 2004 р. — захист кандидатської дисертації на тему «Державне регулювання природних монополій на локальних ринках комунальних послуг» (спеціальність 08.02.03 — Державне регулювання економіки). Автор Дзезик Сергій Сергійович.
- 2009 р. — захист кандидатської дисертації на тему «Формування регіональної інвестиційної стратегії переробки твердих побутових відходів» (спеціальність 08.00.05 — Розвиток продуктивних сил і регіональна економіка). Автор Андрейченко Андрій Вадимович.
- 2010 р. — захист кандидатської дисертації на тему «Організаційно-економічний механізм сприяння малого підприємництва» (спеціальність 08.00.04 — Економіка та управління підприємствами). Автор Кічук Оксана Сергіївна.
- 2010 р. — захист кандидатської дисертації на тему «Фактори формування кон'юнктури ринку золота» (спеціальність 08.00.02 — світове господарство і міжнародні економічні відносини). Автор Шикін Андрій Володимирович.
- 2012 р. — захист кандидатської дисертації на тему «Формування вітчизняного ринку програмного забезпечення» (спеціальність 08.00.03 — економіка та управління національним господарством). Автор Горбаченко Станіслав Анатолійович.
- 2012 р. — захист кандидатської дисертації на тему «Формування стратегій залучення інвестицій будівельними підприємствами (на прикладі житлового будівництва)» (спеціальність 08.00.04 — економіка та управління підприємствами (за видами економічної діяльності). Автор Грінченко Раїса Володимирівна.

Віктор Романович був членом редакційної колегії збірки наукових праць Одеського державного аграрного університету, наукового журналу «Економіка харчової промисловості», збірки наукових праць економіко-правового факультету Одеського національного університету ім. І. І. Мечникова «Ринкова економіка: сучасна теорія та практика управління».

## Нагороди
- Лауреат премії Державного комітету з науки та техніки СРСР (1991 р.).
- Нагороджений знаком Державного комітету СРСР з народної освіти (1991 р.).